# 19. Sinfonie (Mjaskowski)
Die 19. Sinfonie in Es-Dur op. 46 des russischen Komponisten Nikolai Mjaskowski (1881–1950) entstand 1938/39 für das Musikkorps der Roten Armee und stellt die erste für reines Blasorchester komponierte Sinfonie des sowjetischen Russlands dar.

## Entstehung und Uraufführung
Nikolai Mjaskowski wurde 1938 zu einem Truppenkonzert eingeladen, bei dem eine Transkription seiner 18. Sinfonie für Blasorchester gespielt wurde. Davon sehr angetan, trat er in Kontakt zum Dirigenten und Bearbeiter, dem Militärkapellmeister Iwan Wassiliewitsch Petrow (1906–1975, späterer Direktor der Hochschule für Militärkapellmeister in Moskau) und begann fast umgehend mit dem Entwurf einer neuen Sinfonie für reines Blasorchester. Dabei zog er eine einschlägige Instrumentationslehre sowie Petrow selbst zu Rate. Die Fertigstellung erfolgte im Januar 1939. Am 15. Februar 1939 wurde die 19. Sinfonie anlässlich des 21. Jahrestages der Roten Armee, gespielt von einem Militärorchester unter Leitung Petrows, im Rundfunk übertragen. Am 22. Februar erklang sie im Großen Saal des Staatlichen Konservatoriums Moskau.
Die Sinfonie erschien 1941 gedruckt im Staatsverlag der UdSSR. Zwei Sätze daraus existieren auch in einer Fassung für Streichorchester als op. 46bis. Dem Muster Mjaskowskis folgend, entstanden in der Folge weitere Sinfonien sowjetischer Musiker für Blasorchester, etwa diejenigen von Boris Koschewnikow.

## Besetzung, Spieldauer und Charakterisierung
Die Partitur sieht ein Blasorchester folgender Besetzung vor: Querflöte, Piccoloflöte, 2 Oboen, 3 Klarinetten in B, Es-Klarinette, 2 Fagotte (ad libitum), 4 Hörner in Es, 2 Trompeten, 3 Posaunen, 2 Kornette in B, 2 Althörner in Es, 2 Tenorhörner in B, Bariton in B, Pauken (ad libitum) und Schlagwerk (Triangel, Kleine Militärtrommel, Becken, Große Trommel).
Die Spieldauer der 19. Sinfonie Es-Dur op. 46 von Nikolai Mjaskowski liegt um die 23 Minuten.
Das Werk besitzt vier Sätze mit folgenden Tempoüberschriften:
1. Maestoso. Allegro giocoso
2. Moderato
3. Andante serioso
4. Poco maestoso. Vivo

Mjaskowski vermied in seinem Musikern wie Zuhörern leicht zugänglichen, überwiegend hell gestimmten Werk, dessen 2. Satz einen Walzer darstellt, weitgehend martialisch-heroische Posen. Der Musikwissenschaftler Boris Schwarz urteilte: „[…] Im Ganzen behandelt er die Blasinstrumente idiomatisch und mit Raffinesse. […]“